# 北梁壁牌坊
北梁壁牌坊，位于山西省临汾市翼城县南梁镇梁壁村北梁壁自然村村中，建于清嘉庆二十二年（1817年）。 
1987年8月20日，北梁壁牌坊公布为翼城县文物保护单位。